# Heinz Wewering

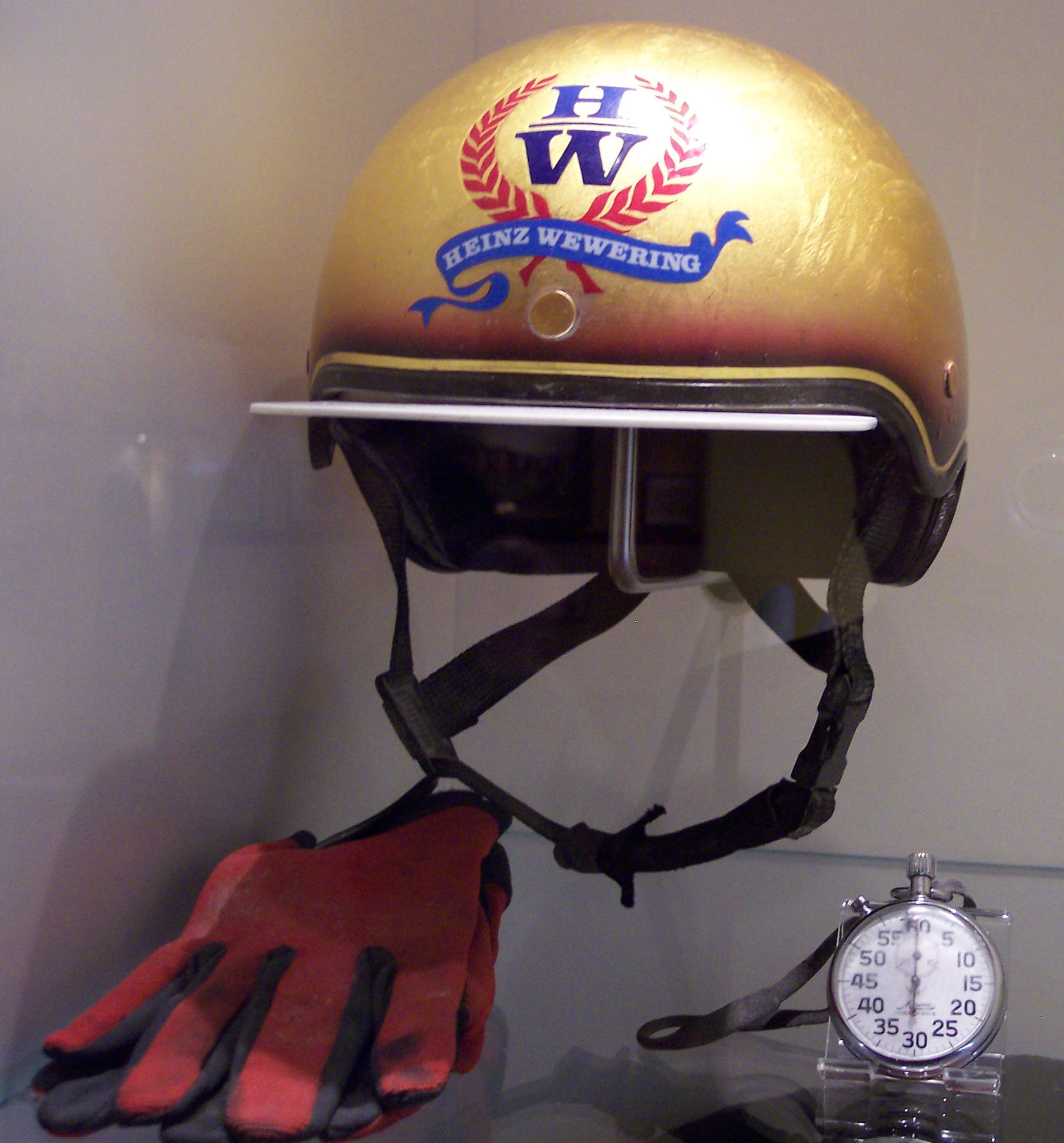
Heinz Wewerings guldhjälm på Westfälischen Pferdemuseum Münster.

Heinz Wewering, född 28 januari 1950, är en tysk travkusk och före detta travtränare. Han var mellan 2003 och 2014 den mest segerrika travkusken någonsin, efter att ha tagit mer än 16 000 segrar under sin karriär som började 1964.

## Karriär
Den 1 april 1964 började Wewering jobba som lärling hos Erich Speckmann i Everswinkel. Han körde sitt första lopp i maj 1965, och tog sin första seger i september 1965, tillsammans med hästen Morgan vom Veeinghof. 1967 tog Wewering ut licens som proffskusk. Han har sedan dess kört över 51 000 lopp. Sedan 1977 har han vunnit guldhjälmen 29 gånger i rad, då han har vunnit flest lopp i Tyskland, och även vunnit tränarligan 28 gånger. Wewering har vunnit Europeiskt mästerskap för kuskar fyra gånger (1978, 1979, 1984, 1988), och World Driving Championship två gånger (1993, 1997). Den 18 juni 2003 tog Wewering sin 14 899:e seger, och blev med segern den mest segerrika travkusken någonsin, ett rekord som stod sig till november 2014, då amerikanaren Dave Palone slog rekordet.
Wewering har även varit verksam i Italien sedan mitten av 2006. Den 22 augusti 2006 tog han även sin 16 000:e seger. I början av 2008 återvände Wewering till Tyskland, då han blev huvudtränare åt Marion Jauss fram till juli 2010. Han arbetade sedan som huvudtränare åt Ulrich Mommert, ordförande för travbanan Trabrennbahn Mariendorf i Berlin, och hans fru, amatörkusken Karin Walter-Mommert.
I oktober 2017 avvecklade Weweing sin tränarverksamhet, för att fortsättningsvis endast vara verksam som catch driver.

### Sverigebesök
Wewering har deltagit i fyra upplagor av Elitloppet (1992, 1994, 1995 och 1999), med två fjärdeplatser (1994, 1995) som bästa resultat. Han har även segrat i Grupp 1-loppet Hugo Åbergs Memorial 1994 med Campo Ass.

## Familj
Wewering har en son och en dotter. Hans son Oliver var verksam som travkusk i flera år och segrade bland annat i Deutsches Traber-Derby 1999. Wewers dotter Marie-Charlott är sedan 2008 verksam som amatörkusk och har kört travlopp sedan dess.

## Utmärkelser
- 1993 – Verdienstorden des Landes Nordrhein-Westfalen
- 1993 – Bürger des Ruhrgebiets des Vereins pro Ruhrgebiet
- 2005 – Karnevalsorden Suum cuique der Karnevalsgesellschaft Poahlbürger 1948 e.V. in Recklinghausen
- 2011 – Tyska travsportens Hall of Fame[16]

## Urval av segrar i större lopp
| År   | Lopp                     | Häst               | Kusk            | Tränare           | Grupp   |
| ---- | ------------------------ | ------------------ | --------------- | ----------------- | ------- |
| 1981 | Deutsches Traber-Derby   | Noble Stardom      | Heinz Wewering  | Sven von Mitzlaff | Grupp 1 |
| 1985 | Deutsches Traber-Derby   | Diamond Way        | Heinz Wewering  | Heinz Jentzsch    | Grupp 1 |
| 1987 | Elite-Rennen             | Mont de Maine      | Heinz Wewering  | Kurt Hormann      | Grupp 1 |
| 1987 | Deutsches Traber-Derby   | Toppino            | Heinz Wewering  | Bruno Schütz      | Grupp 1 |
| 1990 | Deutsches Traber-Derby   | Chergon            | Heinz Wewering  | Bruno Schütz      | Grupp 1 |
| 1992 | Gran Premio Continentale | Campo Ass          | Joseph Verbeeck | Heinz Wewering    | Grupp 1 |
| 1994 | Hugo Åbergs Memorial     | Campo Ass          | Heinz Wewering  | Heinz Wewering    | Grupp 1 |
| 1995 | Grand Prix l'UET         | Derby du Gîte      | Heinz Wewering  | Sylvain Leliévre  | Grupp 1 |
| 1997 | Deutsches Traber-Derby   | Gringo             | Heinz Wewering  | Bruno Schütz      | Grupp 1 |
| 1999 | Deutsches Traber-Derby   | German Titan       | Oliver Wewering | Heinz Wewering    | Grupp 1 |
| 2001 | Deutsches Traber-Derby   | Oscar Schindler SL | Heinz Wewering  | Heinz Wewering    | Grupp 1 |
| 2002 | Gran Premio Continentale | Oscar Schindler SL | Heinz Wewering  | Heinz Wewering    | Grupp 1 |
| 2010 | Deutsches Traber-Derby   | Unikum             | Heinz Wewering  | Markku Neiminen   | Grupp 1 |